# District de Serian
Le district de Serian (malais : Daerah Serian) est un district administratif de l'État malaisien du Sarawak, qui fait partie de la Serian. La capitale du district est dans la ville de Serian.

### Liens connexes
- Districts de Malaisie